# Collin Peterson
Collin Clark Peterson (Fargo, 29 giugno 1944) è un politico statunitense, membro della Camera dei rappresentanti degli Stati Uniti per lo Stato del Minnesota dal 1991 al 2021.

## Biografia
Nato nel Dakota del Nord, Peterson crebbe in Minnesota e dopo essere diventato contabile, si dedicò alla politica con il Partito Democratico. Dopo essere stato eletto al Senato del Minnesota nel 1976, Peterson venne riconfermato fino al 1987. Nel 1984 si era candidato alla Camera dei rappresentanti, ma aveva perso contro il deputato repubblicano in carica Arlan Stangeland; due anni dopo ci aveva riprovato ed era stato sconfitto nuovamente seppur con un margine di scarto molto ristretto; nel 1988 si candidò nuovamente ma stavolta perse nelle primarie democratiche.
Nel 1990 si candidò al seggio per la quarta volta e riuscì a sconfiggere Stangeland. Venne riconfermato di misura nel 1992 e nel 1994, dopodiché i votanti lo rielessero con ampio margine negli anni successivi. Nel 2020 tuttavia affrontò la competizione più difficile della sua carriera politica e risultò sconfitto dall'ex vicegovernatrice Michelle Fischbach con un margine di scarto di circa 50.000 voti, lasciando il seggio dopo trent'anni di servizio. Ideologicamente, Peterson è stato uno dei democratici più moderati del Congresso e più volte si è espresso contro le posizioni del suo partito, ad esempio in tema di aborto e controllo delle armi. Peterson fu uno dei sette membri fondatori della Blue Dog Coalition.